# Un enfant attend
 (juin 2022).
Pour plus de détails, voir Fiche technique et Distribution.
Un enfant attend (A Child is Waiting) est un film américain, le troisième réalisé par John Cassavetes après La Ballade des sans-espoir (Too Late Blues) : et avant Faces, sorti aux États-Unis le 13 février 1963 et le 24 octobre 1979 en France.

## Synopsis
Ted Widdicombe confie son fils Reuben, qu'il considère comme retardé, à la charge de la clinique du Docteur Matthew Clark, qui accueille aussi bien retardés mentaux et trisomiques. Deux années passent sans que l'enfant ait fait de progrès, il demeure rebelle et refuse de s'intégrer à toute vie de groupe. Jean Hansen, une musicienne désabusée, est engagée dans la clinique pour des séances de musicothérapie. Elle s'attache bientôt à Reuben, et veut absolument, contre l'avis du docteur, rencontrer les parents, dont elle perçoit qu'ils ont sans doute, consciemment ou non, rejeté leur enfant. Elle rencontre Sophie, la mère, qui refuse catégoriquement de voir son fils.
C'est alors l'affrontement entre le docteur et son employée. Reuben fugue, il est retrouvé. Jean Hansen prépare un spectacle musical où elle va parvenir à capter l'intérêt de l'enfant, au sein de la petite troupe théâtrale, et renoncera à vouloir établir un lien privilégié, mais fusionnel. Le spectacle a lieu devant les parents, dont Ted, qui, très en colère, était venu retirer son fils de l'Institut, et le voit capable de tenir son rôle dans la pièce. À la fin du film, le docteur confie l'accueil du nouvel arrivant à Jean Hansen, acquise à une thérapie plus contrôlée.

## Fiche technique
- Titre : Un enfant attend
- Titre original : A Child Is Waiting
- Réalisation : John Cassavetes
- Scénario : Abby Mann
- Production : Stanley Kramer
- Société de production : United Artists
- Musique : Ernest Gold
- Photographie : Joseph LaShelle
- Cadreur : Charles Wheeler
- Montage : Gene Fowler Jr. et Robert C. Jones
- Décors : Rudolph Sternad
- Costumes : Howard Shoup (pour Judy Garland) et Joe King
- Pays d'origine : États-Unis
- Langue : anglais
- Format : Noir et blanc - 1,66:1 - Mono - 35 mm
- Genre : Drame
- Durée : 102 minutes
- Date de sortie :
  -  États-Unis : 13 février 1963
  -  France : 24 octobre 1979

## Distribution
- Burt Lancaster : Docteur Matthew Clark
- Judy Garland : Jean Hansen
- Gena Rowlands : Sophie Widdicombe
- Steven Hill : Ted Widdicombe
- Paul Stewart : Goodman
- Gloria McGehee : Mattie, professeur
- Lawrence Tierney : Douglas Benham
- Bruce Ritchey : Reuben Widdicombe
- John Marley : Holland

## Contexte, tournage et accueil du film
John Cassavetes poursuit avec ce film son approche des grandes compagnies commencée avec La Ballade des sans-espoir (Too Late Blues) et la Paramount Pictures. Ce film sera produit par Stanley Kramer pour United Artists. La confrontation entre le cinéaste et le producteur va tourner rapidement au désastre. Stanley Kramer signera le final cut pour un film dans lequel John Cassavetes ne reconnaît rien de ses intentions: « La différence principale entre mon montage et celui de Stanley Kramer est celle-ci : son montage affirme que les enfants attardés doivent rester dans des maisons spécialisées, et le film que j’ai tourné insiste sur le fait que ces enfants-là sont bien mieux dans leur peau que nombre d’adultes sains de corps et d’esprit. ». Cette version, reniée par son auteur, est évidemment la seule à subsister aujourd'hui.
Le casting est brillant: Burt Lancaster joue le rôle du docteur. Quant à Judy Garland dans le rôle de Jean Hansen, elle tourne là son dernier film comme actrice dramatique. Suivront une comédie musicale, I Could go on Singing et La Vallée des poupées, dont ses scènes seront supprimées.
Au moment du film, les débats sont vifs sur les diagnostics différentiels à apporter aux autistes et aux retardés, voire aux trisomiques, qui sont en effet mélangés dans cette institution. Un écho aux théories de Bruno Bettelheim est même explicitement présent dans une réplique où le docteur dit à Jean « Love is not enough / L'amour ne suffit pas », titre d'un célèbre ouvrage de ce psychanalyste, paru en 1950 (1970 en France).
Malgré le casting et les interventions violentes de Stanley Kramer, le film va connaître un retentissant échec commercial, une mise à l'index définitive de Cassavetes par les soins de son producteur, et une sous-estimation de ses grandes qualités filmiques: des cadrages et une compositions extrêmement soignés, un travail de grande proximité avec les enfants, la construction en deux scènes (l'institution à l'intérieur et le couple de parents qui se défait, à l'extérieur), et une intention documentaire plus manifeste que dans ses autres films qui n'en manquent pas. Ainsi se referme la parenthèse hollywoodienne de John Cassavetes, qui, avec son film suivant, Faces, va revenir vers son équipe et au cinéma indépendant.
On retiendra enfin que ce film ouvre la participation de Gena Rowlands aux films de l'homme qu'elle a épousé en 1954. Il tourneront ensemble six autres films.

#### Articles
- Cahiers du cinéma
  - 147. Axel Madsen : Produced by Kramer, septembre 1963.
  - 290. Nathalie Heinich, Patrice Pinnel: A child is waiting, juillet 1978.

- Cinéma
  - 250. Gérard Courant: Un Enfant attend, octobre 1979.

- Écran
  - 85. Gérard Langlois: Un Enfant attend, novembre 1979.

- Image et son / La Revue du Cinéma
  - 344. Jean-Louis Cros, Un Enfant attend, novembre 1979.
  - Saison 80. Pascal Mérigeau, Un Enfant attend, octobre 1980.

- Positif
  - 53. Robert Benayoun : A Child is waiting, festival de Mar del Plata, juin 1963.
  - 226. Olivier Eyquem : A Child is waiting, janvier 1980.

#### Livres
- Maurice Darmon : Pour John Cassavetes, Le Temps qu'il fait, 2011.